# Райка горбкувата
Райка горбкувата (Dendropsophus seniculus) — вид земноводних з роду Деревна райка родини Райкові.

## Опис
Загальна довжина досягає 5—6 см. Голова помірного розміру. Очі великі, з горизонтальною зіницею. Тулуб кремезний. Спина сильно горбкувата. На передпліччі та задніх кінцівках є хвиляста шкіряна складка. Звідси походить назва цієї райки. Задні кінцівки довші за передні. На пальцях розташовано великі диски-присоски. Забарвлення нагадує кору дерева або лишайника. завдяки паротоїдам (залозам) видає своєрідний, не позбавлений приємності запах.

## Спосіб життя
Полюбляє тропічні та субтропічні ліси, прісноводні болота, сільські сади. Зустрічається на висоті до 1000 м над рівнем моря. Активна вночі. Живиться безхребетними.
Розмноження відбувається у січні-лютому. Самиця відкладає яйця у листя дерев над водоймою. Пуголовки після появи потрапляють у воду. Вони доволі агресивні, живляться пуголовками інших амфібій.

## Розповсюдження
Мешкає у бразильських штатах Баїя, Мінас-Жерайс, Еспіріту-Санту, Ріо-де-Жанейро, Сан-Паулу.